# 阿姆斯特丹散囊菌
阿姆斯特丹散囊菌（学名：Eurotium amstelodami）是属于散囊菌目发菌科散囊菌属的一种真菌，可生长在土壤、粮食、木屑、羊粪、霉腐物等基物上。该种分布于中国、哈萨克斯坦、阿根廷、澳大利亚、比利时、巴西、荷兰、印度、以色列、日本、科威特、巴基斯坦、秘鲁、南非、斯里兰卡、苏丹、苏里南、瑞士、叙利亚、英国、美国、乌拉圭等地。
阿姆斯特丹散囊菌是葡萄曲霉（Aspergillus vitis）的有性型。